# Käyräjärvi (sjö i Enare, Lappland, Finland)
Käyräjärvi eller Ozero Kharri-Yarvi (enaresamiska: Stuorrâ Loppookjävri, är en sjö i Finland. Den ligger i kommunen Enare i landskapet Lappland, i den norra delen av landet, 1 000 km norr om huvudstaden Helsingfors. Ozero Kharri-Yarvi ligger 161,2 meter över havet. Arean är 23,9 hektar och strandlinjen är 4,65 kilometer lång. Sjön  ingår i Pasvik älvs huvudavrinningsområde. 